# Improved Mobile Telephone Service
El  Improved Mobile Telephone Service (IMTS)  (en Català;  Servei de Telefonia Mòbil Millorat ) és un sistema de ràdio VHF/UHF pre-cel·lular (0G) que es vincula a les xarxes de telefonia fixa. L'ITMS va ser llançat el 1969 com un reemplaçament al MTS, amb l'avantatge d'oferir marcació directe sense necessitat de la intervenció dels operadors.

## Aspectes tècnics
Els sistemes de telefonia mòbil americans originals incloïen tres bandes, VHF Baix (35-44 MHz, 9 canals), VHF Alt (152-158 MHz, 11 canals) i UHF (454-460 MHz, 12 canals) . Encara que IMTS podia ser ofert en una, dues o tres bandes, mai va ser ofert en VHF Baix, ja que era molt propens a congestió i interferència de xarxa, problema que va ser solucionat creant més torres per menys espai i incrementant el nombre de cel·les en aquestes torres. desavantatge òbvia és que es necessitaven més torres per a donar cobertura a la mateixa àrea. A causa d'això, ambdós sistemes coexistien en alguns llocs.
Les operacions bàsiques del sistema IMTS eren molt avançades per aquella època, considerant que els circuits integrats no eren gaire comuns. El telèfon amb IMTS més comú era el MOTOROLA TLD-1100 Sèries que emprava dues targetes amb circuits de gairebé vuit polzades quadrades, per realitzar l'escaneig del canal i pel decodificat dels dígits s'utilitzaven transistors discrets.
El telèfon originava un senyal de connexió, la cel·la responia amb el to, el telèfon responia amb la seva identificació (un codi d'àrea i els últims quatre dígits del número de telèfon assignat al subscriptor) a vint impulsos/segon, després el Telèfon enviava el número marcat i la cel·la connectava la trucada amb l'altre subscriptor.

## Cobertura
Un "repetidor" generalment cobria una àrea de 40-60 milles de diàmetre. Aquest extens rang va ser gràcies a la gran potència dels transmissors i en alguns casos a causa d'antenes ubicades a 200-500 peus de terra. A les ciutats grans, els "repetidors" tenien 11, 12 i fins a 13 canals, mentre que a les zones rurals només en tenien 1 o 2. Cada connexió telefònica requeria l'ús exclusiu d'un canal. A causa d'aquesta limitació els sistemes tenien una capacitat molt més baixa i que la xarxa estigués congestionada era una situació molt corrent. En ciutats grans això ocasionava un nombre molt limitat de trucades simultànies.

## Limitacions
La tecnologia IMTS va limitar severament el nombre total de subscriptors. En els 70 i principis dels 80, abans de la introducció dels telèfons mòbils, hi havia llistes d'espera de fins a tres anys amb persones que desitjaven subscriure al servei de telefonia mòbil. Aquests subscriptors potencials estaven esperant literalment que altres subscriptors cancel·lessin la seva subscripció al servei per obtenir un número de telèfon mòbil i una subscripció per aquest servei.
Aquestes limitacions només van donar un resultat: baixes vendes i baixa producció de telèfons amb la tecnologia IMTS, a part que costaven de $2000 a $4000. Encara que una trucada d'un minut tenia un cost de $0,70 a $1,20, la disponibilitat dels canals va ser escassa, a part que la quota d'alta per la subscripció era una mica elevada (aproximadament $100). Encara que hi hagués alguns canals lliures, era molt comú "fer cua" per utilitzar-ne un.